# Козлово (Астраханская область)
Козлово — село в Володарском районе Астраханской области России. Является административным центром Козловского сельсовета.

## История
Село Козлово было основано 26 мая 1918 года.
Согласно решению Астраханского облисполкома от 30 июня 1964 года был образован Козловский сельсовет Красноярского района с центром в селе Козлово. С 12 января 1965 года Козловский сельсовет является частью Володарского района.

## География
Село находится в юго-восточной части Астраханской области, на правом берегу протоки Бузан дельты реки Волги, на расстоянии примерно одного километра (по прямой) к северо-востоку от посёлка Володарский, административного центра района. Абсолютная высота — 23 метра ниже уровня моря.
Климат умеренный, резко континентальный. Характеризуется высокими температурами летом и низкими — зимой, малым количеством осадков, а также большими годовыми и летними суточными амплитудами температуры воздуха.

## Население
| 2002 | 2010  |
| ---- | ----- |
| 1661 | ↗1834 |

По данным Всероссийской переписи, в 2010 году численность населения села составляла 1834 человека (902 мужчины и 932 женщины). Согласно результатам переписи 2002 года, в национальной структуре населения казахи составляли 91 %.
| Национальность | Численность (2010) | Процент |
| -------------- | ------------------ | ------- |
| Казахи         | 1678               | 91,7%   |
| Русские        | 118                | 6,5%    |
| Татары         | 18                 | 1%      |
| Узбеки         | 5                  | 0,3%    |
| Калмыки        | 4                  | 0,2%    |
| Не указана     | 6                  | 0,3%    |
| Всего          | 1829               | 100%    |

## Инфраструктура
В селе находятся средняя общеобразовательная школа, детский сад, врачебная амбулатория (филиал ГБУЗ АО «Володарская ЦРБ»), дом культуры, библиотека и отделение Почты России.

## Улицы
Уличная сеть села состоит из 10 улиц.